# 克罗 (多姆山省)
克罗（法語：Cros）是法国多姆山省的一个市镇，位于该省西南部，属于伊苏瓦尔区。该市镇总面积19.62平方公里，2009年时的人口为173人。

## 人口
克罗人口变化图示